# Raimondas Vilčinskas
Raimondas Vilčinskas (nascido em 5 de julho de 1977) é um ex-ciclista de pista profissional lituano que competiu no ciclismo nos Jogos Olímpicos de Verão de 1996 e 2004, representando a Lituânia.